# یلوه شکم‌نواری
یلوه شکم‌نواری (نام علمی: Zapornia paykullii) گونه‌ای از پرندگان از خانواده یلوگان است. در منچوری، شرق چین و کره شمالی زادآوری می‌کند. در سراسر جنوب شرق آسیا زمستان را می‌گذراند.
به دلیل از دست دادن زیستگاه نادر است.
در سال ۱۸۱۳، نویسنده سوئدی تاکسون، Sven Ingemar Ljungh، این پرنده را به نام طبیعت‌شناس گوستاف فون پیکول نام‌گذاری کرد.